# Адмиралштаб
Адмиралштаб је орган врховне команде, команде ратне морнарице (РМ), или министарства, чија је намјена је да планира и координира развој морских снага, њихове спремности и употребе. По значају је аналоган генералштабу копнене војске па се некад зове генералштаб РМ. Појам понекад означава и сам поморски кадар задужен за командовање РМ.